# Стойка Йосиф
Святитель Йосиф (Стойка) (1690—1711) — сповідник Православної Церкви Закарпаття.
20 червня 1992 року Священний Синод Румунської Помісної Православної Церкви за представленням та клопотанням єпископа Марамурешського Іустиніана ім’я єпископа Йосифа (Стойка) (рум. Stoica), як сповідника православ’я було внесено в святці, а вже 9 вересня 2003 року відбулося святкування загальноцерковного прославлення святого.
Життя святого було сповнене переживання за Церкву, боротьби за неї та свідомого сповідництва. Є припущення, що владика Йосиф, так само як і єпископ Іоаникій (Зейкан), був з місцевого дворянського, священицького роду. Його батько був православним священиком, який служив в храмі с. Кричево, пізніше настоятелем цього храму був рідний брат владики — Петро Стойка. До мантійного чину він носив ім’я Іоанн, був пострижеником Угольського монастиря та наступником єпископа Мефодія (Раковецького) (1687—1693). Отець Василій (Пронін) зауважує, що можливо владика Стойка «не був строгого чернечого життя, хоча його і неможна звинуватити в аморальності». Місцем його народження згадується с. Кричево, проте є гіпотеза, що це могло бути й с. Чумалево. Він був священик «лібертин-свобідний, родом із Чумальова, що біля Хуста, де був парохом. Звідти перейшов до Бичкова, де померла його дружина і він вступив до Угольського монастиря», — пише о. Степан Пап. Цю ж думку поділяє й отець Василій (Пронін), проте є припущення, що майбутній владика був не в Угольському, а в монастирі у Перегінську (недалеко від Стрия). Доказом того, що владика любив перебувати в Чумалеві, є збережена, ним власноручно підписана грамота про висвячення Георгія в сан священика, яку він видав 28 травня 1704 року в Čumalevê. Освіту майбутній архієрей отримав, ймовірно, в школі при Нямецькому монастирі на честь Вознесіння Господнього, в помʼянику якого внесені Йосиф та його рід. Йосиф вперше згадується в документі від 16 січня 1668 року як диякон, в подальшому він служив приходським священиком, рано овдовів, був призначений настоятелем в с. Чумалево. Діставши парафію в с. Бичків, Йосиф був возведений в сан протопопа, був благочинним.
В історіографії питання щодо дати архієрейської хіротонії є розбіжності. Перша когорта науковців вважає, що власне в 1690 році після вимушеного відходу Мефодія (Раковецького) з Мукачівського монастиря, а можливо й після його від’їзду в Польщу в цьому є році православне румунське духовенство Марамороша при підтримці православного дворянства обирає Йосифа єпископом Марамороським. Одні дослідники датою єпископської хіротонії Йосифа вважають 15 квітня 1690 року. Румунський дослідник С. Релі стверджує, що це відбулося 15 травня 1690 року. Інші науковці вважають, що хіротонія Йосифа відбулася не пізніше 1691 року. О. Петров стверджує, що у Пертрушевича є відомість, без вказівки джерела, що Стойка міг бути єпископом і раніше, можливо вже у 1691 році. На камені в храмі Пуциковського монастиря на Волині зображений «фундаторъ святыя обители» пан Андрій Жураковський і міститься напис про будівництво храму: «Зачатся року Божія 1687, совер. 1691». Згаданий храм проти волі Львівського єпископа Йосифа Шумлянського був посвячений Йосифом (Стойкою), єпископом із Марамороша, якого Андрій Жураковський під ескортом супроводжував на Волинь до єпископа Жабокрицького. о. Степан Пап та Пидгайко В. Г. стверджують, що 15 березня 1692 року собор карпаторуського та румунського православного духовенства Мараморощини під керівництвом протопопа Іоанна із с. Жагова одобрив архієрейську хіротонію владики Йосифа Стойки та затвердив його на кафедрі. О. Петров вважав, що Йосиф Стойка став єпископом після смерті Мефодія (1693 р.), а можливо, навіть і при його житті.
Факт єпископської хіротонії Стойки теж полишений чітких фактів ідентифікації. На питання де і ким був висвячений владика Стойка остаточної відповіді немає. М. Лучкай вважав, що «Йосиф Стойка, невідомо ким і де був висвячений та призначений єпископом; він самовільно захопив церковні посади і звання». Апелюючи цьому твердженню, інші історики переконані, що Йосиф (Стойка) був призначений православним єпископом, Трансільванським князем Михайлом II Апафі, який сповідував кальвінізм, а єпископську хіротонію над ним звершив Сучавський православний митрополит Дософтей (Баріле). Цей факт на допиті в 21 березня 1725 року констатували і Мараморошські священики. Підтвердженням законного вибрання і затвердження Трансільванським реформаторським керівництвом Стойки як єпископа є і прохання від 14 травня 1715 року Марамороської столиці до реформаторської (Трансільванської) консисторії. Як випливає з власного підпису на антимінсі, Йосиф був керуючим Трансільванської митрополії з кафедрою в Белграді (нині Альба-Юлія), хоча в якості єпископа Марамороша, яка була частиною Трансільванії, Йосиф повинен був покорятися православному Трансільванському митрополиту. Висвячення Йосифа не було признане Трансільванськими архієреями. Хіротонісаний в 1698 році Трансільванський єпископ Афанасій Ангел титулувався як архієпископ Белградський, Вадський, Мараморошський, Сильвашський, Фегерашський, всієї Трансільванії і «всей Угорской страны», таким чином претендуючи в т. ч. на парафії Марамороша.
У виборах єпископа Стойки брало участь не лише духовенство, але й світські особи: «Вряд ли бы православное русское и румынское дворянство допустило устранение себя от участия в столь важном деле».
Владика іноді підписує себе як «архієпископ», особливо в часи його перебування в Грушеві, а також використовує в підписах особливий титул, який свідчив про давню патріаршу ставропігію Грушівського монастиря: «Иосифъ Стойка православный архіепископъ Марамориский, Ексарха Ставропигіи патріаршеской Константинаграда Новаго Рима». Ким і коли владика був возведений в сан архієпископа невідомо. Трохи видозмінений титул єпископа Йосифа подають отець Іоанн Дулишкович, М. Лучкай та А. Пекар. Перший автор, так само як і «Список актів та королівських декретів», наводить його так: «Йосифъ Стойка, Божіею милостию єпископ православный Марамориский Екзарха Ставропигіи Патріариаршеской Цари града Новаго Рима, Администратор Митрополии Белградскія Семи града, и всей Православной Церкви во Странах Угорских и прочее». У Лучкая він фігурує наступним чином: «Йосиф Стойка з Божої ласки і преосвященний єпископ Марамороський, екзарх патріаршої ставропігії Царгорода, адміністратор митрополії Белградської, Семиградської тощо». У Пекара Йосиф титулується: «Милістю Божою православний епископ Марамороський, ексарх царгородської патріяршої ставропігії, адміністратор митрополій Білгородської й Почаївської і пр. і пр.». Титули єпископа Йосифа зустрічаються і в ставленицьких грамотах від 13 травня 1695 р., 31 березня 1696 р. та 2 липня 1704 року. Відомо, що єпископ Йосиф мав велику печатку, на якій було зображення архангела Михаїла і навколо напис «Йосиф Стойка».
В 1693 році єпископ Стойка з метою освячення храмів дав надрукувати антимінс, де містився чіткий припис з точним часом освячення і назвою храму, куди він давався. Вперше підпис єпископа Йосифа (Стойки) зустрічається в 1693 році на антимінсі із села Пилипець, зокрема там містився такий підпис: «Олтарь рукодѣйственъ и благословенъ Йосифомъ Стойка, православнымъ епископомъ Мараморошскимъ, Ексархою Ставропигіи патріаршеской, администраторомъ митрополіи Белградской Седмиграда и пр.». Ідентичний титул владики є і на підписаному ним антимінсі в тому ж 1693 року, який він видав якомусь Никодиму. Аналогічно підписав свій титул владика Йосиф і у 1694 році на антимінсі, який він видав до храму святого «Михаила Олховецкаго».
Із раннього періоду правління єпископа Йосифа (Стойки) відомо, що він часто скликав окружні собори благочинних (протопопів), на яких обговорювалися та вирішувалися питання єпархіального життя, загальноцерковні справи та з допомогою яких велася боротьба проти унії. Відомі 7 Соборів, які з благословення владики Йосифа були проведені в Будешті (1690), в Сиготі (1698, 1699, 1704), в Драгоешті (1699), в Мойсеєвському монастирі великомучениці Параскеви (1700), в Сарасеу (1704). Отже, форма правління єпископа єпархією була соборна. Суперечки і незгоди між віруючими виносилися на вирішення собору під керівництвом єпископа і в присутності протоієреїв. Хоча протилежної думки про правління єпископа Йосифа Ю. Жаткович та М. Лучкай.
Відомо, що життя та резиденційне перебування єпископа було безпосередньо пов’язане з Грушівським, Угольським, Кричівським монастирями, чернечою обителлю в Дюлештах (Дюлафалва), хоча є відомою і спроба перевести його до Мукачівського монастиря. Збереглися відомості про те, що проживав єпископ Йосиф і в Чумалеві. Під час відвідування парохій єпископом Маниїлом Ольшавським (1743—1767) люди навіть називають Стойку єпископом Чумалевським.
Те, що єпископ Йосиф деякий час проживав у Грушівському монастирі, є безперечним. За словами А. Кралицького, в 1693 або 1690 роках у Грушівському монастирі був навіть надрукований Антимінс єпископа Стойки. На думку архім. Василія, після зруйнування Грушівської обителі в кінці XVII ст. єпископ Йосиф мав декілька резиденцій: с. Чумалево, монастир в Дюлештах (Дюлафалва), Хуст, монастир в Углі та інші.
Цікавим і неординарним в житті єпископа Стойки є епізод висвячення ним Луцького православного єпископа Димитрія (в монашестві Діонісія) Жабокрицького та освячення ним на Волині на початку 90-х років XVII століття храму Пациковського Успенського чоловічого монастиря (сьогодні с. Пациків, Івано-Франківська область).
Після смерті в 1695 році Луцького єпископа Йосифа (Шумлянського), який прийняв унію, православним єпископом духовенство вибрало вченого Луцького писаря Димитрія Жабокрицького. Незважаючи на те, що Жабокрицький був одружений із вдовою, він прагнув, щоб його висвятили з дозволу Московського патріархату, однак патріарх Адріан передав справу на вирішення до Константинополя. Час ішов, а справа так і не вирішувалася. Тоді цю хіротонію погодився звершити Йосиф (Стойка). За словами архім. Василія (Проніна), Йосиф (Стойка) можливо титулуючись екзархом Константинопольського патріарха, вважав себе правоздатним вирішувати все від імені патріарха. Однак «сего посьвяченя не признали анї унїати, ані православні». Згодом, у 1708 році Жабокрицький був відправлений до ув’язнення.
Святитель Йосиф в цілях протидії розповсюдженню унії між румунами та русинами часто з архіпастирськими візитами відвідував парафії, започатковував нові монастирі, висвячував клір. Збереглася унікальна грамота єпископа Йосифа Стойки 1704 року про висвячення ним «боголюбивого мужа Георгія» в сан священика до храму святителя Миколая, що на парафії села Čopovec, яку він видав 28 травня 1704 року в с. Čumalevê.
Владика має безпосереднє відношення до заснування та буття Кричівського монастиря. У 1696 році отець Петро Стойка, парох Кричівскій, приймає чернецтво з іменем Петроній, будує собі невелику «колибу», ставить біля неї Хрест і бере благословення від «брата свого єдиноутробного», єпископа Стойки на будівництво у тому місці монастиря, на що «єпископ призволил». З благословення владики в 1705 році був заснований також Драгівський монастир та в 1708 році Вільхівська обитель. Освячені та підписані його іменем антімінси були в Угольському та Джулинському монастирях. У багатьох парафіях Мараморша відповідно до «Протоколу» визітацій єпископа Мануїла (Ольшавського) 1751 року були і його антимінси, і освячені ним храми, і ним же висвячені священики.
За своє єпископське служіння єпископ Йосиф висвятив багато священиків, що звичайно було викликане обставинами, в яких опинилося православ’я на Мараморощині. Так, в 1707 році необхідність підтвердження хіротонії в єпископи Іоанна Годемарського мотивувалася тим, що єпископ Стойка багатьох ієреїв рукополагає (так вже понад 60 ієреїв висвятив) і переводить громади у православ’я (16 громад до Православ’ю приєднав).
Під час правління Годемарського була зроблена спроба перевести Стойку в Мукачівський монастир, однак безуспішно. За словами Ю. Жатковича: «Попытка сия не удалася, однако сильно взволновала, как царский, так и папский дворы». Архімандрит Василій (Пронін) вважає, що Ю. Жаткович явно перебільшує значення єпископа Стойки. Ця спроба всього-навсього полягала в тому, що два архідиякони були послані архімандритом Петронієм із Мукачівського монастиря, щоб визвати до нього Мараморошського єпископа Йосифа.
Виходячи з того, що Стойка був ставлеником Трансільванського князя, який за своїм переконанням був протестантом, духовенство не завжди цьому раділо. Тому й не дивно, що Стойку не всі сприймали за єпископа, а духовенство постійно звинувачувало його в тому, що він веде єпархію до кальвінізму. Однак, спочатку мараморошське духовенство прийняло Стойку за єпископа з умовою, що він буде «рядити єпархією при допомозі єпархіального синоду», проте він «погордив єпархіальним синодом і тоді, як духовенство тяготило до унії, він почав схилятися на бік протестантів. Не дивно, що в скорому часі між православним кліром і єпископом почало доходити до постійних сутичок і непорозумінь. Щоб утриматися при владі, єпископ Стойка нарешті підчинився Управі Кальвіністської Церкви в Семигороді, яка приобіцяла йому ті самі привілеї, що ними втішалися католики і протестанти». Є протилежна думка про те, що, Стойка все-таки «в боротьбі проти унії» з Римом заключив унію з кальвіністами в 1694 році, хоча інші дослідники вважали, що він «никогда не хотѣлъ принять уніи». На думку дослідників, це була єдина православно-кальвіністська унія в церковній історії Східної Європи.
Через кілька років на виклик австрійської влади в 1701 році єпископ Стойка їздив до Відня, де колишні православні, а по факту унійні архієреї митрополит Афанасій (Ангел) та єпископ Інокентій (Міку-Кляйн) безуспішно схиляли та пропонували Стойці перейти в унію з Римом, від чого, як відомо, єпископ відмовився. Слід відмітити, що румунською мовою (в оригіналі) є збережене «Повідомлення», датоване 20 липня 1701 року, митрополита та архієпископа Трансільванії Анастасія Ангела, яким він доводить до відома священиків та протопопів Біхора, що «вони підлягають його юрисдикції» на основі імператорських указів та запрошуються на синод для підписання акту про приєднання до унії.
В 1703 році частина селян Марамороша повстала проти правителя округу кальвініста Ференца II Ракоці. Повстання було придушене, при цьому повністю був зруйнований Грушівський монастир, де знаходилася резиденція владики Йосифа. В 1705 році заступник правителя Марамороша Франц (Франциск) Дарвай примушував Йосифа підписати план з 20 пунктів, направлений на підкорення православного духовенства угорській владі і реорганізацію православних парафій по католицькому взірцю. Під час повстання проти Ференца II Ракоці на Стойку посипалися звинувачення в аморальності. Ракоці наказав капітану Хустського замку провести розслідування. Частина вірян, переважно румун Марамороша, протестували проти цього.
Відмова Стойки від підпису під «планом» Франца Дарвая стала причиною гонінь на владику. 5 березня 1705 року він був «скинений єпархіяльним синодом з владицтва й переданий до слідчої в’язниці в Хустському замку. На основі судового слідства наступного року єпископа Стойку звільнили з управи єпархії, а його маєтки сконфіскував комітат».
Владику судили по сфабрикованим звинуваченням в обкраданні Углянського монастиря, в накладанні «інтердикту» на населення Марамороша нібито з метою отримання грошей, у співробітництві з угорськими повстанцями на чолі з Ференцом Ракоці, який в 1703 році виступив проти Габсбургів, а також в рукоположенні у священний сан двоєженців. Проти владики свідчили відступники від православ’я уніати дворянин Іван Попович та священик Іван із Іргольца.
У березні 1705 року мараморошське духовенство виступило з протестом проти арешту Йосифа, вимагаючи від влади звільнення владики. Протест був внесений у протоколи конгрегації Мараморошського комітату. Священнослужителі домоглися дозволу на проведення Собору для вибрання нового архієрея.
На місце Стойки в кінці 1706 року (зустрічається також дата 1708 рік) був обраний румунський «пересяклий кальвінізмом і завзятий ворог унії» священик Іов (Цірка). Останній у 1706—1707 роках, в період угорського повстання проти Габсбургів, зміг повернути більшу частину парафій Трансільванії, які прийняли унію, в православ’я. При підтримці Франца Ракоці, в 1704 році вибраного князем Трансільванії, Іов на початку 1707 року посів митрополичу кафедру в Альба-Юлії, унійний митрополит Афанасій (Ангел) був вигнаний в Сібіу. В кінці 1707 року у зв’язку з погіршенням позицій Франца Ракоці у війні з Австрією Іов (Цірка) по звинуваченню у співробітництві з повстанцями був заочно засуджений до страти, після чого втік у Молдавське князівство, де і помер. А. Пекар пише, що Цірка «своїм вільнодумством скоро втратив духовенство, яке бачило єдиний вихід у з’єдиненні. Через п’янство й негідне поводження Цірка позбувся також прихильності самих магнатів, котрі поставили його адміністратором Мараморощини».
Єпископ Йосиф вийшов на волю не раніше 1707 року. Його звільнення пов’язують з тим, що до цього часу померли його гонителі: Мукачівський єпископ де Камеліс (1706 р.) та Естергомський архієпископ Леопольд Колонич (вбитий в 1707 р.). У 1710 році адміністрацію єпархії магнати, «скинувши судовим шляхом» Цірку, знову передали єпископу Йосифу. «Духовенство прийняло Стойку з умовою, що князь Раковій затвердить його на владичому престолі», — вважає А. Пекар.
Після звільнення Йосиф виконував обов’язки єпископа таємно, часто з метою конспірації міняв місця проживання та служіння, через це уніати називали його мандрівним архієреєм. Призначений в 1707 році уніатський єпископ Йосиф Годемарський безуспішно робив спроби арешту Йосифа та закриття його в Мукачівському монастирі. В 1709 році уніати жалілися, що Йосиф за 2 роки висвятив 60 священиків та приєднав до Православ’я 16 унійних сіл, за словами А. Пекара «протягом 10 років вакансії єпископства (1706—1716) єпископ Стойка висвятив для Мукачівської єпархії близько 50 нових священиків».
Після звільнення з ув’язнення головною резиденцією Йосифа був монастир Сепинца-Пері на честь святого Архістратига Михаїла поблизу Сепинци (сьогодні жудець Марамуреш, Румунія), з якого його швидко вигнала місцева влада. Йосиф недовго проживав у карпатських та румунських монастирях: у Мойсеєвському монастирі святої великомучениці Параскеви (сьогодні с. Мойсей, жудець Марамуреш, Румунія), в Миколаївському скиту в с. Будешти (сьогодні жудець Марамуреш), у заснованому в 1692 році по благословенню Йосифа Архангело-Михайлівському скиту в с. Джулешті (сьогодні жудець Марамуреш), в заснованих владикою Драгівському та Кричівському монастирях, а також в містах Хуші та Клуж (сьогодні Клуж-Напока) в Трансільванії. В останні роки життя владики за його благословенням були відкриті чернечі обителі: в 1709 році місцеві дворяни заснували Евдянський чоловічий монастир (сьогодні с. Еуд, жудець Марамуреш), в 1711 році священик Іоан Штефан відновив запустілий Барсанівський Миколаївський чоловічий монастир (сьогодні с. Бирсана, жудець Марамуреш).
Під час правління Ракоці, Стойка був вимушений обмежувати свою діяльність. В 1709 році влада забороняє Йосифу титулуватися єпископом, це було підтверджено в лютому 1710 року на суді, який наклав на прихильників Стойки штраф в розмірі 400 флоринів. Не дивлячись на це, духовенство Марамороша на черговому Соборі в 1710 році визнало Йосифа своїм архієреєм і звернулося до правителя Марамороша Ференца Ракоці з проханням затвердити його рішення. Проте останній відповів відмовою. В 1709 — на початку 1710 року Мараморошською єпархією офіційно керувала рада з 4 протопопів, владика Йосиф служив нелегально. В 1710 році єпископ був заарештований і ув’язнений у Хустському замку. Вийшов на волю в 1711 році, після втечі 21 лютого Ференца Ракоці до Речі Посполитої. Востаннє ім’я єпископа Йосифа згадується в 1711 році, коли він дає благословення і дозвіл Требушанським «второбрачным» священикам Ігнату та Миколаю «литургизовати и другими требами пользоваться». В скорому часі після звільнення владика помирає, про що згадується в документі від 3 червня 1711 року. Отець Василій (Пронін) пише, що 24 травня 1711 року єпископ Стойка вже був «усопший». Можливо архієрей був похований у монастирі Сепинца-Пері.
Єпископ часто писав розпорядження і грамоти як слов’янською, так і румунською мовою. У цьому можна бачити вплив кальвінізму, який вимагав використання народної мови. Румунський літературознавець Н. Йорга приписує Йосифу виявлені на початку XX століття фрагменти проповідей на румунській мові антикатолицького напрямку. Ф. Сейке атрибутує Йосифу проповідь, прочитану в 1700 році при освяченні храму святителя Миколая в с. Глод (сьогодні жудець Марамуреш), на списку повчання стоїть благословення владики Йосифа.
Владика Йосиф є без сумніву постать неординарна. Дух його правління був направлений цілком і повністю не стільки на розвиток Православ’я, скільки на його ствердження і збереження. Проявом останніх рис управління є згадки про збережені в монастирях Марамороша і освячені ним антимінси, висвячення священнослужителів, створені монастирі, серед яких і Кричевський. Динаміка впровадження Ужгородської унії в Марамороші на відміну від центру Закарпаття була, звичайно, незрівнянно повільною. Цьому сприяло багато чинників, серед яких слід відмітити і чернецтво. Юрисдикційна зміна не зупинила його внутрішнього життя і розвитку. В умовах, коли іноді питання загострювалося до формули: «бути чи не бути?», і не в сенсі історичного буття і зростання віри, а в якісному сенсі: в сенсі можливо непримітної для мас підміни самої суті віросповідання, монастирі ставали своєрідними форпостами, де віряни знаходили молитовний захист і спокій.
Завдяки таким постатям, як владика Йосиф, канонічне Православ’я у вказану епоху — жило, проте це вже були його останні часи перед двохсотлітнім підпіллям, з якого воно почало офіційно виходити тільки у 20-х роках XX століття. Діяльність святителя показує, що це був незламний, надзвичайно ідейний, енергійний, мобільний і геолокаційний святитель. Його прямі зв’язки з Константинополем, екзархом якого він був, адміністрування ним Белградської митрополії, безпосередні зв’язки з Галичиною та хіротонії на Волині,~прямі свідчення широти його поглядів, відóмості у церковному просторі XVIII століття.
Зовнішня сторона періоду правління владики також поневолі описує не стільки історичний процес Мукачівської православної єпархії початку XVIII століття, скільки виявляє «білі плями» історіографії цього періоду. Передусім це проблеми маловивченого канонічного питання, щодо юрисдикційного підпорядкування єпархії, як згадуваного періоду, так і загалом від часу її створення. Про те, що єпархія de facto мала статус «виокремленої» від Київської митрополії (хоча в архіві єпархії був виявлений і зберігається антимінс 1670 року, підписаний Митрополитом Київським, Галицьким та всієї Руси, екзархом Константинопольського патріархату Антонієм Винницьким, що говорить про тісні зв’язки Мукачева і Києва) і була під прямою юрисдикцією Константинополя — можна говорити не зовсім ствердно. Наприклад, коли у 1686 році Київська митрополія була переуступлена Московському патріарху, Мукачівська єпархія, вірніше її уламки, які під тиском унії були волею подій приречені на двохсотлітній екзил — знаходилася під Візантією. Але до цього часу її юрисдикція постійно нівелювалася. Це чітко та недвозначно нам ілюструє і архіпастирська діяльність владики Йосифа.
В полі цього ж нерозв’язаного вузла є й інше юрисдикційне питання. Правління Мараморошських єпископів Досифея та Йосифа з одного боку також чітко ілюструють недвозначні претензії Молдови та Румунії на Мукачівську кафедру, яка була під Константинополем, з іншого — її залежність від останніх в полі правління. На питання: яким це було правління?, де?, коли?, хто висвячував священників для православних протягом двісті років юрисдикційного вакууму?: відповідь ще не знайдено. Взагалі, незважаючи на те, що є окремі спроби адекватного, наукового «підняття» теми питання щодо юрисдикційного підпорядкування Мукачівської православної єпархії, цей не вивчений до кінця пласт ще чекає свого скрупульозного дослідження.
Владика був борцем за свою віру. Безпрецедентним фактом, що засвідчує активну боротьбу з унією, є підписання єпископом Стойкою злуки з протестантизмом. Метою його правління було максимальне плекання обряду, віри та чернецтва. Найкращим свідченням його стійкості та ревного сповідництва є його переслідування з боку влади та інкриміновані судові процеси проти нього. Владику місцева влада часто гнала, два рази ув’язнювала, але він залишався нескореним до кінця. Через останні причини владика з метою конспірації часто міняв місця проживання, через що його ще називали «мандрівним архієреєм», але це тільки додавало йому сил.